# Turnstiles
| 전문가 평가                   | 전문가 평가 |
| 평가 점수                     | 평가 점수   |
| 출처                          | 점수        |
| ----------------------------- | ----------- |
| AllMusic                      | [ 1 ]       |
| Blender                       | [ 2 ]       |
| Christgau's Record Guide      | C+          |
| The Rolling Stone Album Guide | [ 4 ]       |

《Turnstiles》는 1976년 5월 19일에 발매된 미국의 싱어송라이터 빌리 조엘의 네 번째 스튜디오 음반이다.

## 제작
조엘은 그의 고향인 뉴욕으로 돌아온 기념으로 부분적으로 《Turnstiles》를 녹음했다. 이 음반의 수록곡 중 세 곡은 뉴욕을 언급하는데, 〈Summer, Highland Falls〉, 〈New York State of Mind〉, 〈Miami 2017 (Seen the Lights Go Out on Broadway)〉이다. 〈Say Goodbye to Hollywood〉(더 로네츠 곡 〈Be My Baby〉에서 영감을 받아)로 시작하며, 할리우드 퇴폐를 뒤로 한 것에 대한 혀를 내두를 정도의 애도의 표현인 〈I've Loved These Days〉도 포함되어 있다. 인터뷰에서 조엘은 〈James〉라는 노래의 가사가 그가 실제로 알고 있는 다양한 사람들을 언급했으며, 제목 캐릭터는 그 사람들을 합성한 것이라고 말했다. 〈Prelude/Angry Young Man〉이라는 곡에서 조엘은 피아노를 빠르게 두드리는 곡을 열고 닫는데, 이는 서파리스의 〈Wipe Out〉에서 드럼 부분을 시뮬레이션하기 위한 것이었다.
이 곡들은 처음 카리부 목장(콜로라도주 네더랜드 인근)에서 엘튼 존의 밴드(드럼의 나이절 올슨, 베이스의 디 머리) 멤버들과 함께 녹음되었고 시카고의 프로듀서 제임스 윌리엄 게르시오가 프로듀싱을 맡았다. 이 결과에 불만을 품은 조엘은 프로듀서를 맡아서 뉴욕으로 돌아와 자신의 투어 밴드인 리치 캐나타와 밴드인 리버티 드비토, 러셀 자보스, 하우이 에머슨, 더그 스테기어 등으로 구성된 자신의 투어 밴드로 음반 전체를 재녹음했다. 《Turnstiles》는 조엘의 밴드가 그의 스튜디오 음반 중 하나에서 연주한 첫 번째 음반이다.
음반 커버 사진은 뉴욕 지하철 애스터 플레이스 역의 도심 플랫폼에서 촬영되었다. 조엘에 따르면, 음반 커버에 있는 각각의 캐릭터들은 특정한 노래 (예를 들어, 〈I've Loved These Days〉의 부유한 커플인 〈All You Wanna Do is Dance〉의 헤드폰을 쓴 소녀)를 표현하기 위한 것이었다.

## 곡 목록
모든 곡들은 빌리 조엘에 의해 작사/작곡하였다.
| #  | 제목                          | 재생 시간 |
| -- | ----------------------------- | --------- |
| 1. | 〈Say Goodbye to Hollywood〉  | 4:36      |
| 2. | 〈Summer, Highland Falls〉    | 3:15      |
| 3. | 〈All You Wanna Do Is Dance〉 | 3:40      |
| 4. | 〈New York State of Mind〉    | 5:58      |

| #  | 제목                                                | 재생 시간 |
| -- | --------------------------------------------------- | --------- |
| 5. | 〈James〉                                           | 3:53      |
| 6. | 〈Prelude/Angry Young Man〉                         | 5:17      |
| 7. | 〈I've Loved These Days〉                           | 4:31      |
| 8. | 〈Miami 2017 (Seen the Lights Go Out on Broadway)〉 | 5:12      |

## 인증
| 국가                       | 인증     | 판매량/출하량 |
| -------------------------- | -------- | ------------- |
| 미국 (RIAA)                | 플래티넘 | 1,000,000^    |
| ^출하량을 기반으로 한 인증 |          |               |